# Liebenthal (Gemeinde Reichenthal)

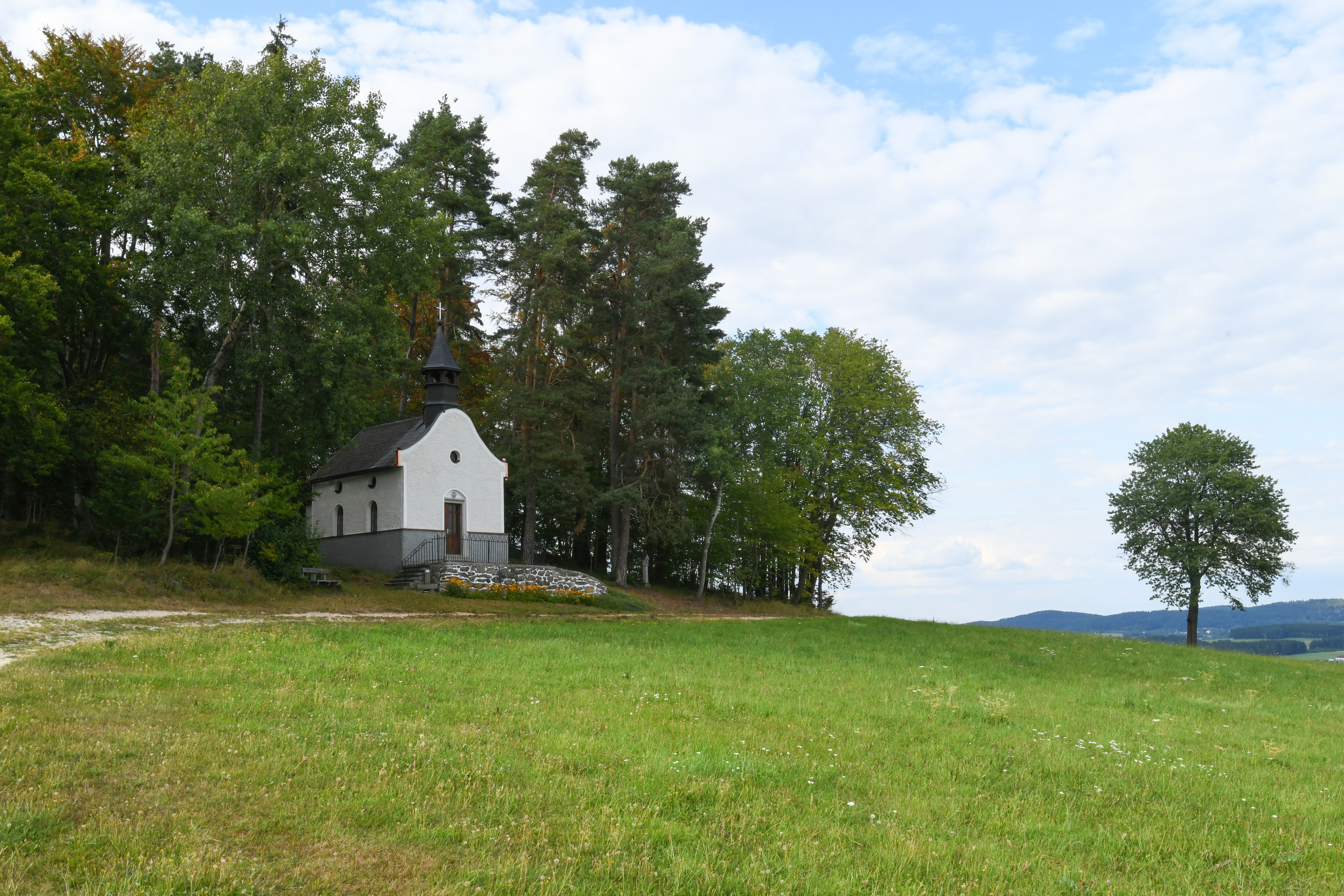
Waldkapelle Liebenthal

Liebenthal ist eine Rotte und eine Ortschaft in der oberösterreichischen Gemeinde Reichenthal. Die Ortschaft hat 64 Einwohner (Stand 1. Jänner 2024).

## Geografie
Der Ort liegt etwa 1,3 Kilometer nördlich von Reichenthal. Zur nördlich des Ortes verlaufenden tschechischen Grenze sind es ungefähr 1,3 Kilometer. Liebenthal hat etwas mehr als 60 Einwohner. 1869 waren es noch knapp 120 gewesen. Erstmalig wurde das Dorf 1170 als Livbental in einer Urkunde erwähnt, 1378 als Lyebintal.

## Geschichte
Laut Adressbuch von Österreich waren im Jahr 1938 in Liebenthal ein Gastwirt, ein Viehhändler und ein Landwirt mit Ab-Hof-Verkauf ansässig.

## Sehenswürdigkeiten
Oberhalb von Liebenthal liegt die Waldkapelle Liebenthal (). Die Marienkapelle am Gaisstein wurde 1936 auf einem Hügel nördlich des Orts erbaut. Rund um die Kapelle führt ein aus 14 Bildstöcken bestehender Kreuzweg.